# Riseh Teungoh
Riseh Teungoh is een bestuurslaag in het regentschap Aceh Utara van de provincie Atjeh, Indonesië. Riseh Teungoh telt 498 inwoners (volkstelling 2010).